# باستيل (لون)
الباستيل أو ألوان الباستيل تنتمي إلى عائلة الألوان الشاحبة والتي عندما توصف في الفضاء اللوني (ص ش ض) و (ص ش ق) تعني ارتفاع إضاءة اللون وانخفاض التلون أو التشبع. يأتي الاسم من باستيل أو باستل (من الإيطالية pastello) هي إحدى أدوات الرسم على هيئة أصابع لها عدة أنواع. جاءت كلمة باستيل من الكلمة الإيطالية pastello والتي تعني لفافة خبز صغيرة. بينما كان أول ظهور لكلمة pastel الفرنسية في عام 1675م. توصف عائلة الألوان هذه عادة بأنها «مهدئة».
عادة ما تتضمن ألوان الباستيل اللون الزهري والبنفسجي والسماوي الفاتح ، بالإضافة إلى لون النعناع واللون الخوخي واللون الخزامي بالإضافة إلى لون البريونكل.

## في الأزياء
في الثمانينيات، كان هناك اتجاه لألوان الباستيل في أزياء الرجال. على وجه الخصوص، قام مسلسل ميامي فايس التابع لشرطة تلفزيون NBC بالتسويق لما كان بالفعل اتجاهًا متزايدًا وصيحة في عالم الموضة آنذاك، حيث ارتدت الشخصية الرئيسية سوني كروكيت ( دون جونسون ) حصريًا قمصانًا وبدلات من ألوان الباستيل.
هناك أيضًا نوع من نمط الثقافة القوطية يسمى الباستيل القوطي الذي يأخذ ألوان الباستيل ويضيفها إلى الموضة القوطية الكلاسيكية. 

## أمثلة
| أمثلة على ألوان الباستيل في رمز HEX | أمثلة على ألوان الباستيل في رمز HEX | أمثلة على ألوان الباستيل في رمز HEX | أمثلة على ألوان الباستيل في رمز HEX | أمثلة على ألوان الباستيل في رمز HEX |
| ----------------------------------- | ----------------------------------- | ----------------------------------- | ----------------------------------- | ----------------------------------- |
|                                     |                                     |                                     |                                     |                                     |
|                                     | fea3aa                              | f8b88b                              | faf884                              |                                     |
|                                     | baed91                              | b2cefe                              | f2a2e8                              |                                     |
|                                     |                                     |                                     |                                     |                                     |

## معرض الصور

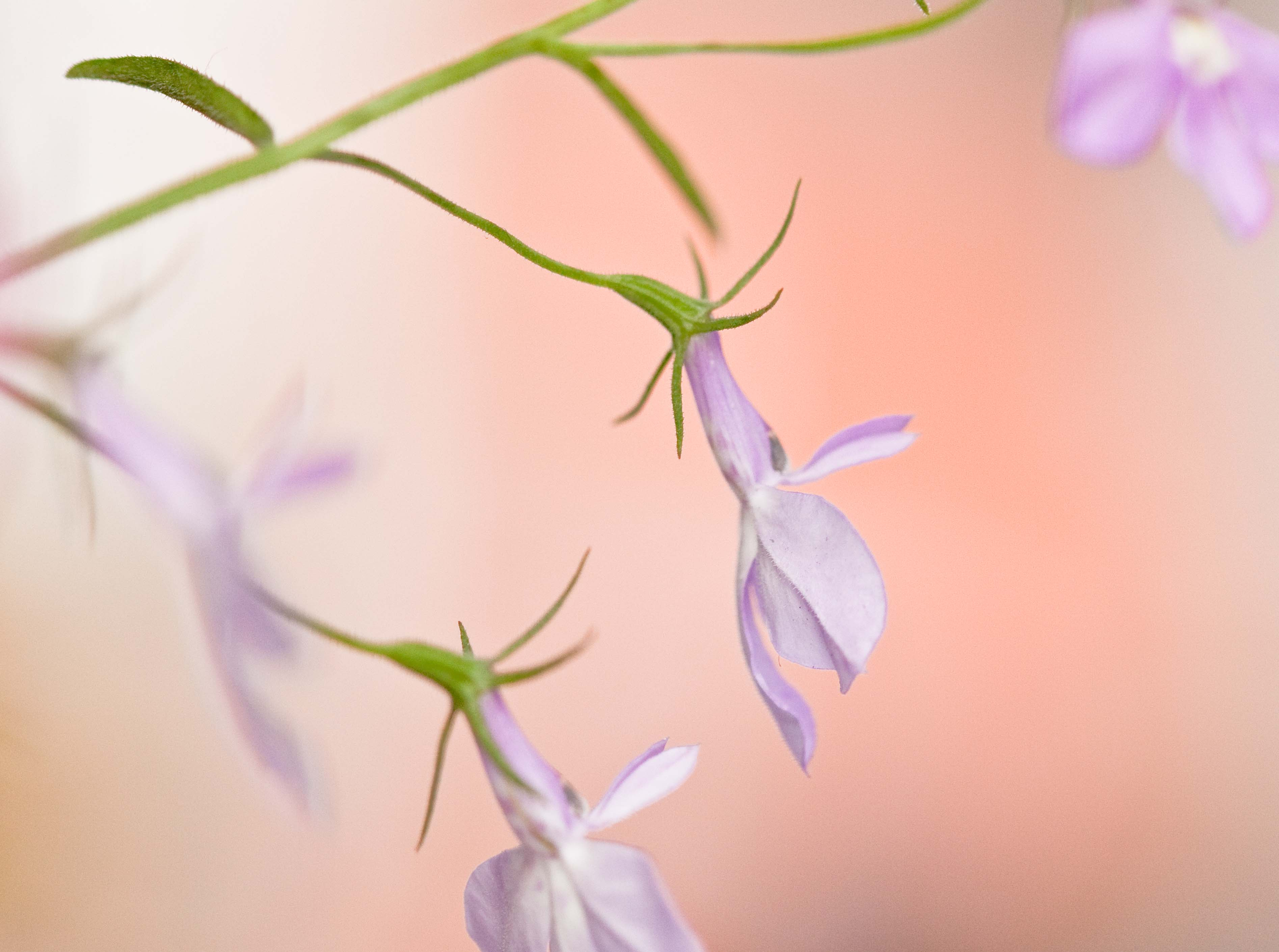
ألوان باستيل مبهجة
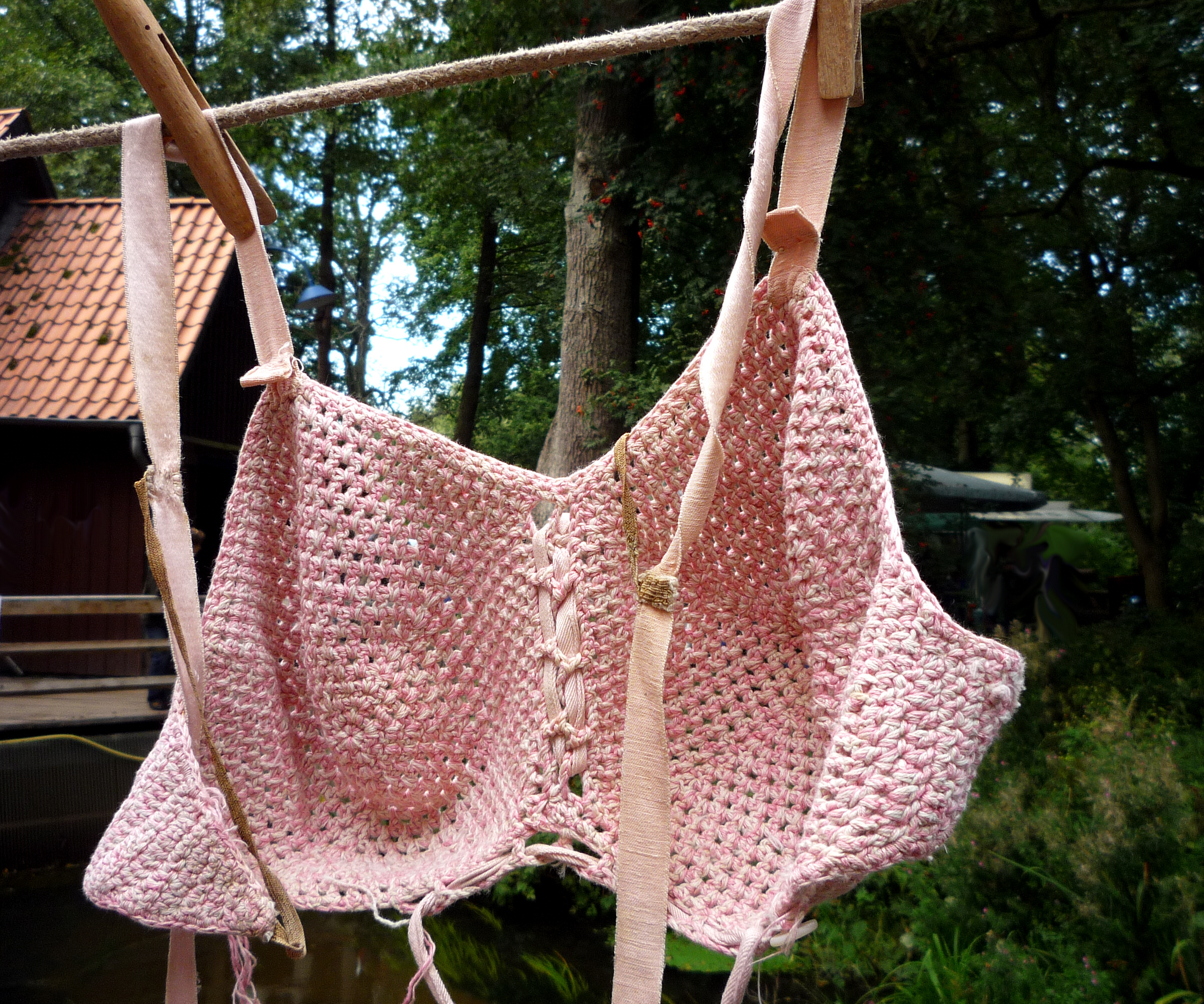
حمالة صدر وردية كروشيه من الأربعينيات
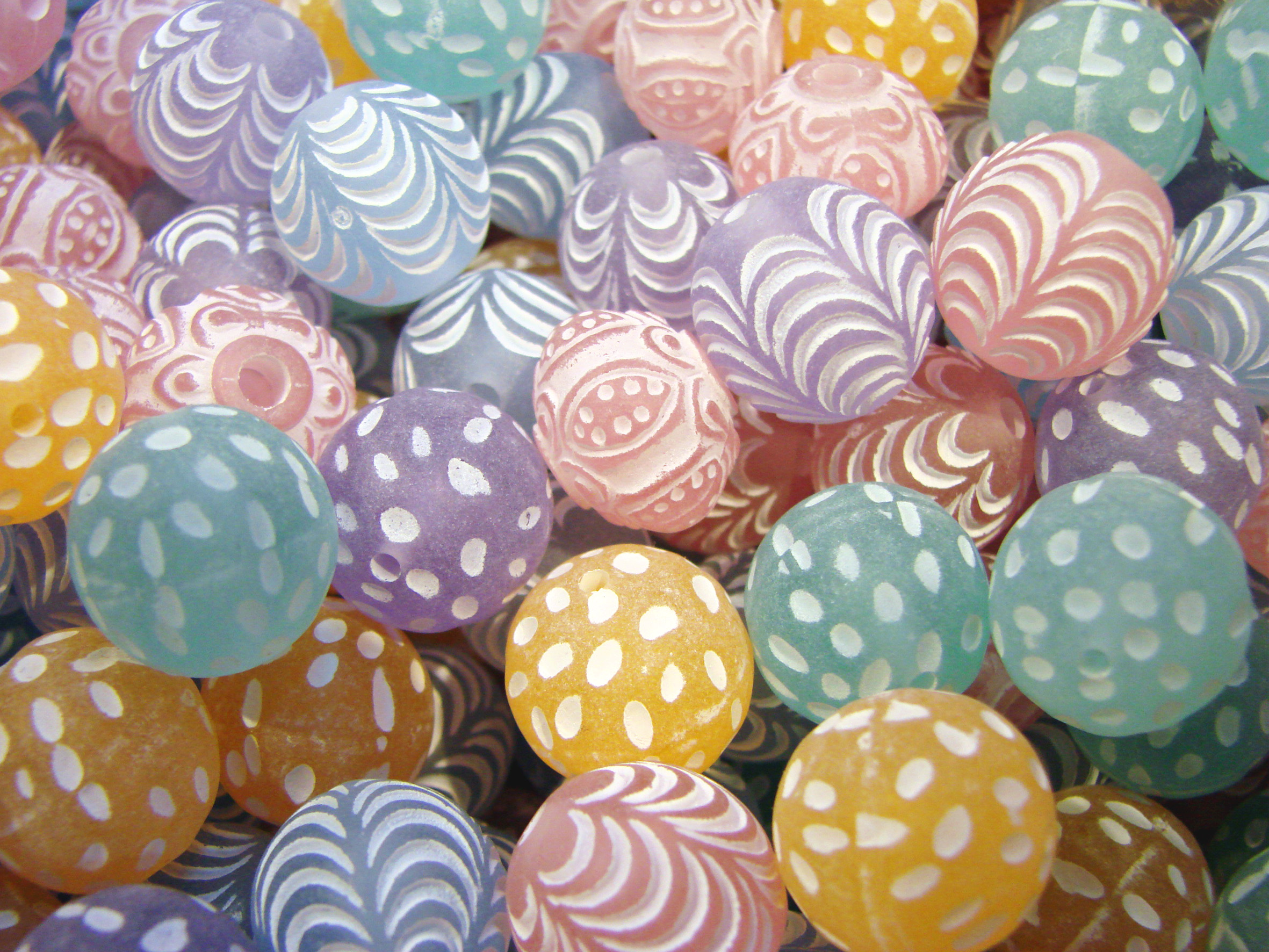
حبات خرز بلون الباستيل